# Fenton (Michigan)
Fenton è un comune degli Stati Uniti d'America, situato nello Stato del Michigan, nella contea di Genesee ed in parte nelle contee di Oakland e di Livingston.